# Робекко-Павезе
Робекко-Павезе (італ. Robecco Pavese) — муніципалітет в Італії, у регіоні Ломбардія,  провінція Павія.
Робекко-Павезе розташоване на відстані близько 450 км на північний захід від Рима, 50 км на південь від Мілана, 15 км на південь від Павії.
Населення — 563 особи (2014).
Покровитель — Ss. Nazario e Celso.

## Демографія
Населення за роками:

Станом на 1 січня 2023 року в муніципалітеті офіційно проживало 39 іноземців з 7 країн, серед них 23 громадяни країн Євросоюзу та 3 громадяни України.

## Сусідні муніципалітети
- Брессана-Боттароне
- Казатізма
- Кастеджо
- Корвіно-Сан-Куїрико
- Пінароло-По
- Санта-Джулетта
- Торричелла-Верцате